# Osttimoresisch-singapurische Beziehungen
Die Staaten Osttimor und Singapur unterhalten freundschaftliche Beziehungen.

## Geschichte

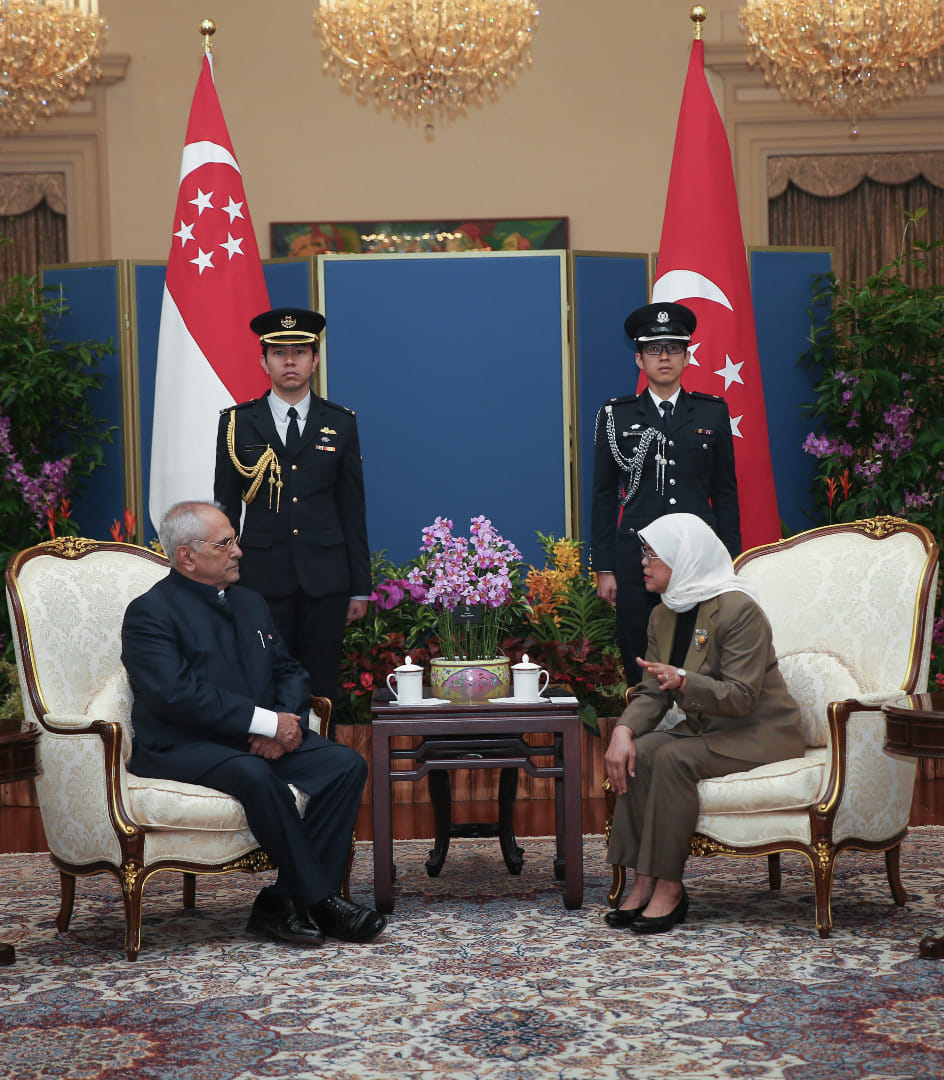
Die Präsidenten José Ramos-Horta und Halimah Yacob (2022)

Osttimor und Singapur nahmen am 20. Mai 2002 diplomatische Beziehungen auf, am Tag, als Osttimor in die Unabhängigkeit entlassen wurde.
Innerhalb der ASEAN reagierte Singapur 1975 auf die Bestrebungen Indonesiens Portugiesisch-Timor zu annektieren mit Zurückhaltung.
Singapur beteiligte sich ab 1999 an den Internationalen Streitkräften Osttimor (INTERFET), der Übergangsverwaltung der Vereinten Nationen für Osttimor (UNTAET), der folgenden Unterstützungsmission der Vereinten Nationen in Osttimor (UNMISET) und schließlich Büro der Vereinten Nationen in Osttimor (UNOTIL). Die Friedenssoldaten gehörten zu den regulären Truppen der Singapore Armed Forces (SAF) und versahen ihren Dienst zusammen mit der New Zealand Defence Force im Westen Osttimors. Dazu kamen im Laufe der Zeit ein Ärzteteam, zivile Polizisten, Hubschrauber und Stabsoffiziere im UNTAET-Hauptquartier in Dili. Allein bis 2004 taten insgesamt 1100 SAF-Angehörige ihren Dienst in Osttimor. Generalmajor Huck Gim Tan aus Singapur war von August 2002 bis August 2003 der militärische Kommandant von UNMISET.
Singapur unterstützt Osttimor bei der Ausbildung von Beamten.

## Diplomatie

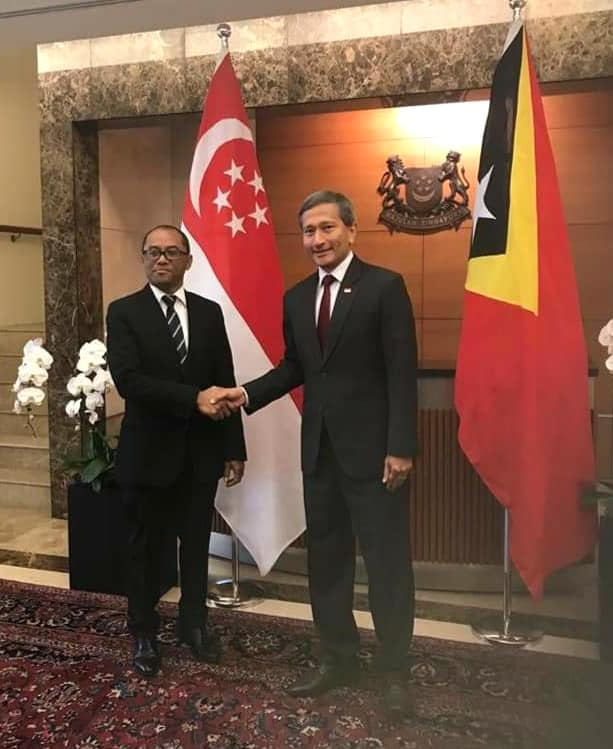
Osttimors Außenminister Dionísio Babo zu Besuch bei Singapurs Außenminister Vivian Balakrishnan (2019)

Osttimor unterhält seit 2009 in Singapur eine Botschaft. Der erste Botschafter Osttimors war Roberto Soares.
Singapurs Botschafter für Osttimor hat seinen Sitz in Singapur und nicht im Partnerland.

## Wirtschaft
Singapur ist Mitglied der ASEAN, der Osttimor beitreten möchte. Singapur war lange Zeit skeptisch, ob Osttimor einen Beitritt verkraften würde, und bremste bis vor kurzem den Beitritt des Inselstaates.
2018 registrierte das Statistische Amt Osttimors Importe aus Singapur im Wert von 76.241.000 US-Dollar, womit Singapur bei den Herkunftsländern auf Platz 3 liegt. Allein 36.368.281 US-Dollar machte dabei Dieselkraftstoff aus. Außerdem wurden Benzin für 18.564.455 US-Dollar, Kraftfahrzeuge für 2.657.429 US-Dollar und Fahrzeugteile und -zubehör für 583.552 US-Dollar importiert. Nach Singapur gingen aus Osttimor 2018 Waren im Wert von 182.000 US-Dollar, womit Singapur als Zielland auf Platz 15 kommt. Osttimors Hauptexportgut Kaffee spielte dabei eine untergeordnete Rolle. Zudem gab es von Osttimor nach Singapur Re-Exporte in Höhe von 1.402.000 US-Dollar (Platz 4).
Aero Dili verbindet den Flughafen Presidente Nicolau Lobato in Dili mit dem Flughafen Singapur mit Hin- und Rückflügen.
Die singapurer Firma Eng Leong Medallic Industries (ELM) stellt seit 2009 Orden und Ehrenzeichen für den osttimoresische Präsidenten her, darunter den Ordem de Timor-Leste.

## Einreisebestimmungen
Für Osttimoresen gilt in Singapur Visafreiheit.

## Sonstiges
Immer wieder lassen sich osttimoresische Amtsträger medizinisch in Singapur behandeln. Beispiele sind der Abgeordnete Mateus de Jesus, die Justizministerin Lúcia Lobato und der oberste Richter Guilhermino da Silva.